# 蓑島村 (福岡県)
蓑島村（みのしまむら）は、福岡県京都郡にあった村。現在の行橋市の一部にあたる。

## 地理
今川、祓川の河口に位置していた。干拓工事により1953年（昭和28年）今元村と陸続きとなった。

## 歴史

### 沿革
- 1889年（明治22年）4月1日 - 仲津郡簑島村が単独で村制施行し、蓑島村が設立[1][2]。大字は編成しなかった[1]。
- 1896年（明治29年）4月1日 - 郡の統合により京都郡に所属[1][3]。
- 1896年（明治34年）4月1日 - 簑島郵便局開局[1]
- 1914年（大正3年）- 電灯点灯[1]
- 1954年（昭和29年）10月10日 – 京都郡行橋町、今元村、仲津村、泉村、今川村、稗田村、延永村、椿市村と合併し市制施行して行橋市を新設し廃止された[1][2]。

### 地名の由来
島がなだらかな三山からなるため三島と称されたが、蓑の雅字に変えたもの。

## 交通

### 道路
- 1912年（大正元年）10月 - 簑島橋完成（対岸：今井文久）[1]
- 1935年（昭和10年）- 島内一周道路完成[1]

### 港
- 1952年（昭和27年）- 簑島船溜り港完成[1]

## 教育
- 1902年（明治35年）- 簑島小学校新校舎竣工[1]